# Nanteuil-le-Haudouin
Nanteuil-le-Haudouin ist eine französische Kleinstadt mit 4274 Einwohnern (Stand 1. Januar 2022) im Département Oise in der Region Hauts-de-France; sie gehört zum Arrondissement Senlis und zum Kanton Nanteuil-le-Haudouin.

## Lage
Die Stadt Nanteuil-le-Haudouin liegt an der Quelle der Nonette, 20 Kilometer nordnordöstlich von Meaux und etwa 46 Kilometer nordöstlich von Paris und Soissons.

## Bevölkerungsentwicklung
| Jahr                       | 1962 | 1968 | 1975 | 1982 | 1990 | 1999 | 2010 | 2021 |
| -------------------------- | ---- | ---- | ---- | ---- | ---- | ---- | ---- | ---- |
| Einwohner                  | 1716 | 1712 | 1959 | 2285 | 2672 | 3126 | 3516 | 4185 |
| Quellen: Cassini und INSEE |      |      |      |      |      |      |      |      |

## Sehenswürdigkeiten

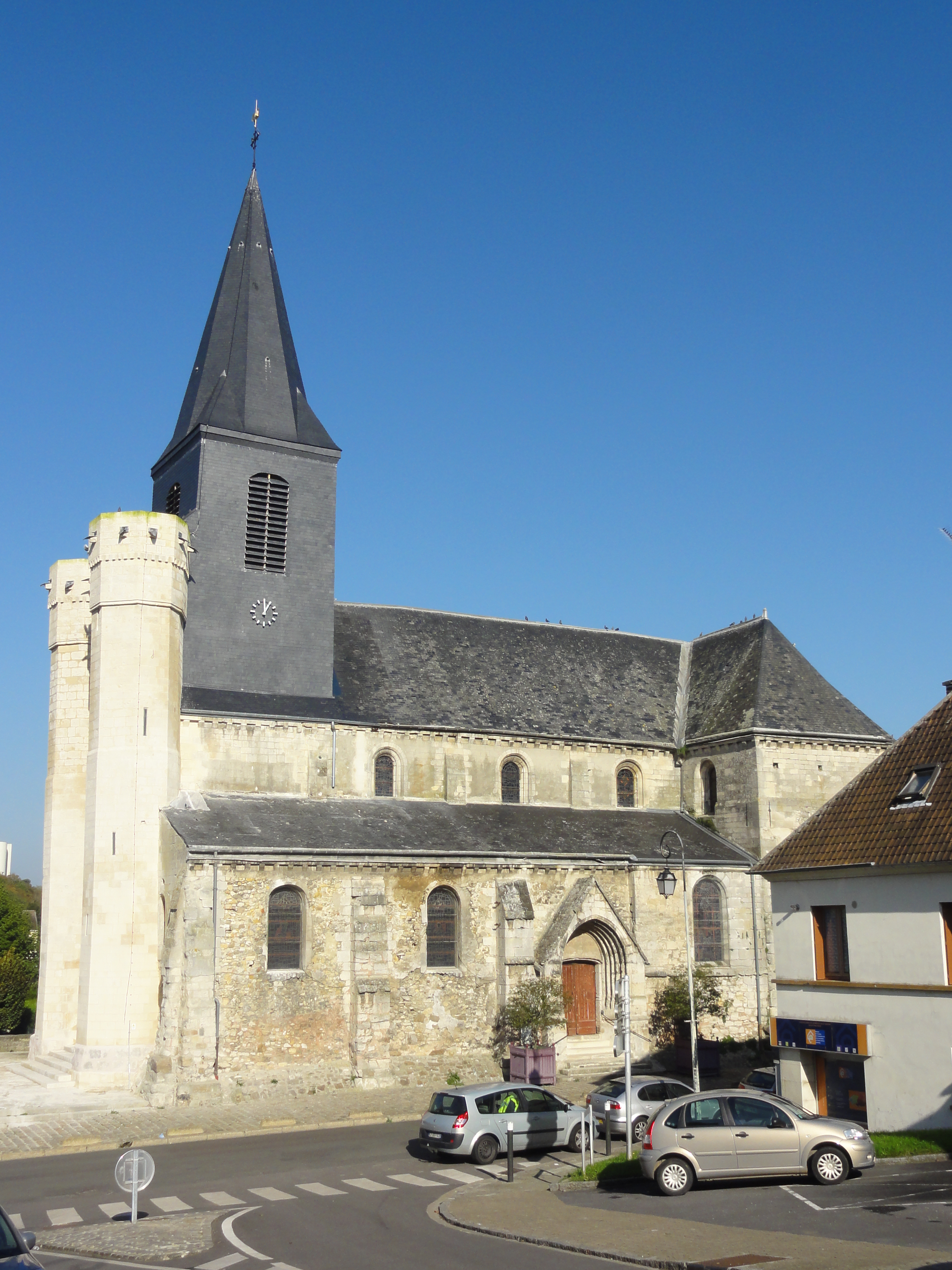
Kirche Saint-Pierre
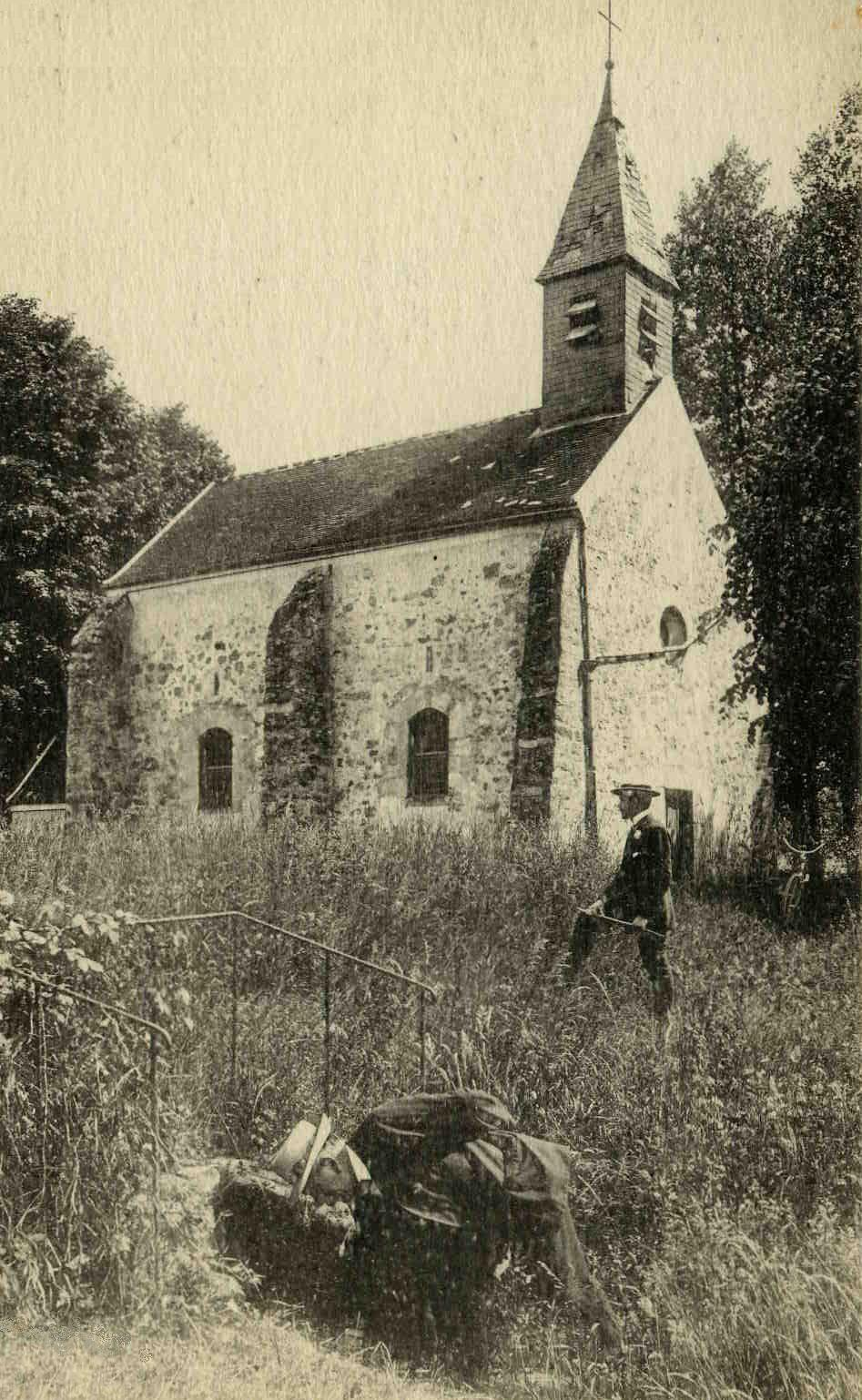
Kapelle Notre-Dame des Marais
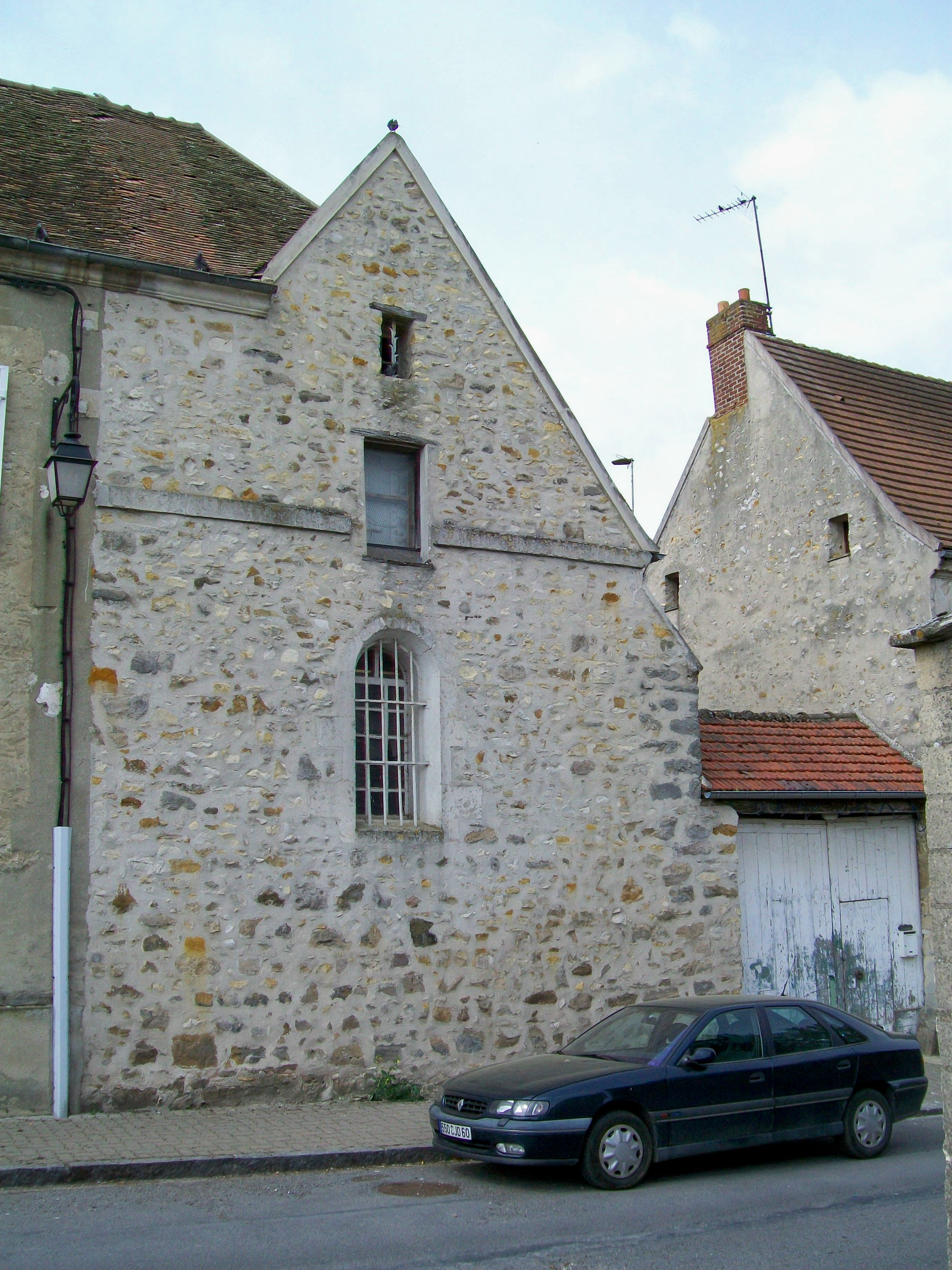
Kapelle des ehemaligen Hôtel-Dieu
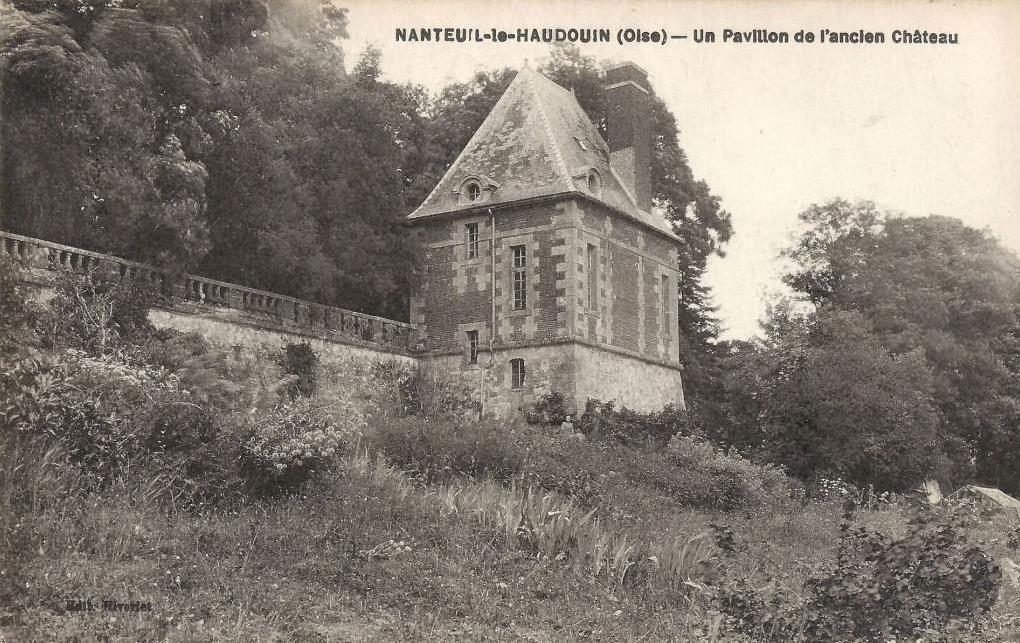
Reste des Schlosses Nanteuil
- zwei Wassertürme

- Kirche Saint-Pierre
- Kapelle Notre-Dame des Marais
- Kapelle des ehemaligen Hôtel-Dieu
- Pavillon des Schlosses Nanteuil um 1900

## Städtepartnerschaften
Nach dem Zweiten Weltkrieg waren Städtepartnerschaften in Europa ein Weg, um die Verständigung unter Menschen verschiedener Nationen im direkten Kontakt zu fördern (siehe auch Deutsch-Französische Freundschaft). 
1959 schlossen Nanteuil-le-Haudouin und die Gemeinde Altdorf (Landkreis Böblingen, Baden-Württemberg) eine Partnerschaft.

## Persönlichkeiten
- Abbé François Rozier (1734–1793), Botaniker